# Lyrikfestival
Das (erste bundesdeutsche) Lyrikfestival wurde auf die Initiative von Natias Neutert hin 1977 in Hamburg ins Leben gerufen. Obwohl ausdrücklich auf Fortsetzung angelegt und mit großem Publikumsanklang bedacht, fand es aus Finanzierungsgründen jedoch nur dieses einzige Mal statt.

## Geschichte
Im März 1977 bot Natias Neutert der Geschäftsleitung des Winterhuder Fährhauses im Anschluss an einen eigenen erfolgreichen Auftritt an, ein überregionales Lyrikfestival in dem beliebten Ausflugslokal der Hafenstadt mit seinem geradezu an München erinnernden, weitläufigem Biergarten zu etablieren. Sein Aufruf hierzu über Radio machte das Vorhaben weit über die Grenzen des Stadtstaates hinaus derart rasch bekannt, dass viele der bekannten Schriftsteller ihm schon bald ihre persönliche Zusage gaben. Mit den vor Ort lebenden Autoren Jan Hans, Uwe Herms, Ralf Thenior und Uwe Wandrey stießen vier Mitorganisatoren hinzu, durch die weitere wertvolle kulturpolitische Kontakte in das Projekt einflossen. Das Unternehmen wurde von der Kulturbehörde mit 15.000 DM unterstützt.

## Festivalereignis
Ein volles Wochenende hindurch, vom 24., 25. bis einschließlich 26. Juni fanden jeweils von 21 Uhr bis zum open end Dichterlesungen statt. Eintritt: DM 5,-, Dauerkarte: DM 10,-. Am Sonntagnachmittag gab es vorm eigentlichen Lesemarathon noch eine offene Podiumsdiskussion zwischen Autoren, Lektoren, Kritikern und Verlegern zum Thema Lyrik – zurück in die Gartenlaube? die von ihrer kritischen Fragestellung her durch einen einschlägigen Essay von Peter Rühmkorf inspiriert war.

## Festivalteilnehmer
Der Großteil der Namen der eingeladenen Dichter liest sich, wie das Festivalplakat belegt, wie ein damaliges Who-is-Who der deutschsprachigen Literatur:
| - Wolfgang Bächler - F.C. Delius - Hans Magnus Enzensberger - Erich Fried - Helmut Heißenbüttel | - Günter Herburger - Karin Kiwus - Ursula Krechel - Michael Krüger - Gregor Laschen | - Natias Neutert - Oskar Pastior - Johannes Schenk - Jürgen Theobaldy - Robert Wohlleben |

## Rezeption
Als Teilnehmer mittendrin gewesen, schreibt Helmut Heißenbüttel in der Zeit:

„Rund dreißig Lyriker verschiedener Produktionsweise, verschiedenen Alters, überwiegend allerdings die Generation der heute Dreißig- bis Fünfunddreißigjährigen, drei große Lesungen an drei aufeinanderfolgenden Abenden, je zehn Einzellesungen also pro Abend, von je etwa 15 Minuten Dauer, mal mehr, mal weniger; Lesungen von je zwei Autoren mit Diskussion in der Kneipe des Fährhauses; zwei sogenannte Lyrik-Workshops Sonnabend- und Sonntagvormittag; eine öffentliche Diskussion am Sonntagnachmittag. Als Moderatoren lösten sich die Veranstalter ab, bei verschiedenem Temperament doch gleich freundlich, geduldig und aufmerksam, angenehm lässig, aber nie nachlässig. Die Beteiligung gleichbleibend sehr gut. Bei einer Fülle anderer Veranstaltungen an diesem Wochenende in Hamburg eine erstaunlich hohe Zahl von Interessenten.“

Ein paar Monate nach dem Ereignis kommt Steve P. Peinemann im Stadtmagazin Szene Hamburg unterm Titel Der Elfenbeinturm explodiert zu einem ebenfalls positiven Fazit über das stattgefundene Lyrikfestival:

„Am Buchhändlerstand kaufte mancher sich den allerersten Gedichtband seines Lebens. Rund 30 Lyriker lasen und diskutierten drei Tage lang, und der Laden war immer voll. Das war kein distinguiertes ‘Guldurpublikum’, das waren… Leute. Und die stiegen ungeheuer auf Lyrik ein.“